# Le Printemps (Manet)
Pour les articles homonymes, voir Le Printemps.
Le Printemps – ou Jeanne Demarsy – est un tableau réalisé par le peintre français Édouard Manet en 1881. Cette huile sur toile est le portrait d'une jeune femme aperçue par son profil gauche, sous une ombrelle. Exposée à Paris au Salon des artistes français en 1882, l'œuvre fait aujourd'hui partie des collections du J. Paul Getty Museum de Los Angeles, aux États-Unis, depuis son acquisition aux enchères en 2014.